# Prospalta violascens
Prospalta violascens là một loài bướm đêm trong họ Noctuidae.